# Micky Block
Michael John Block, più conosciuto con il diminutivo Micky Block (Ipswich, 28 gennaio 1940 – Londra, dicembre 2019) è stato un calciatore inglese, di ruolo centrocampista.

## Caratteristiche tecniche
Era un'ala destra.

## Carriera
Tra il 1955 ed il 1957 gioca nelle giovanili del Chelsea, club con cui all'età di 17 anni nel 1957 esordisce tra i professionisti totalizzando complessivamente 20 presenze e 6 reti nella prima divisione inglese nel corso della stagione 1957-1958. L'anno seguente segna invece una rete in 13 partite di campionato e gioca anche una partita in Coppa delle Fiere, ma di fatto è l'ultima stagione in cui trova spazio con regolarità nella formazione londinese: rimane poi infatti in rosa anche nel triennio tra il 1959 ed il gennaio del 1962, nel quale gioca però solamente ulteriori 4 partite in massima serie (segnandovi peraltro anche una rete).
Si trasferisce quindi al Brentford, con cui conclude la stagione 1961-1962 retrocedendo dalla terza alla quarta divisione; già l'anno seguente arriva in compenso la vittoria del campionato di quarta divisione, a cui Block fa seguire poi un triennio (dal 1963 al 1966) giocando stabilmente da titolare in terza divisione con le Bees, che lascia nell'estate del 1966 dopo complessive 30 reti in 164 partite fra tutte le competizioni ufficiali. Gioca poi un'ultima stagione da professionista con il Watford, con cui realizza 2 reti in 13 presenze in terza divisione, per poi trasferirsi al Chelmsford City, club semiprofessionistico di Southern Football League (all'epoca una delle principali leghe calcistiche inglesi al di fuori della Football League), con cui gioca fino al 1969, vincendo tra l'altro un campionato nella stagione 1967-1968.

## Palmarès

### Club

#### Competizioni nazionali
- Campionato inglese di quarta divisione: 1

Brentford: 1962-1963
- Southern Football League: 1

Chelmsford City: 1967-1968

#### Competizioni regionali
- London Challenge Cup: 1

Brentford: 1964-1965